# Mirosternus rufescens
Mirosternus rufescens là một loài bọ cánh cứng thuộc họ Ptinidae.